# ایس ونچورا: هنگامی که طبیعت فرا می‌خواند
ایس ونچورا: هنگامی که طبیعت فرا می‌خواند (به انگلیسی: Ace Ventura: When Nature Calls) فیلمی است محصول سال ۱۹۹۵ به کارگردانی استیو اودکرک است. در این فیلم بازیگرانی همچون جیم کری، ایان مک‌نیس، سیمون کالو، ماینراد ایزانشی، باب گانتون، سوفی اوکوندو، تومی دیویدسون ایفای نقش کرده‌اند. این فیلم دنباله فیلم ایس ونچورا: کارآگاه حیوانات (۱۹۹۴) است.

## خلاصه داستان
«ایس ونتورا» (جیم کری) پس از موفق نشدن در نجات یک راکن، مدتی را در یک معبد می‌گذراند اما شخصی «بنام فالتون گرینوال» (یان مکنیس) به سراغش می‌آید و با پیشنهاد مبلغ بالایی او را برای پیدا کردن یک خفاش سفید استخدام می‌کند…